# Кампотський перець

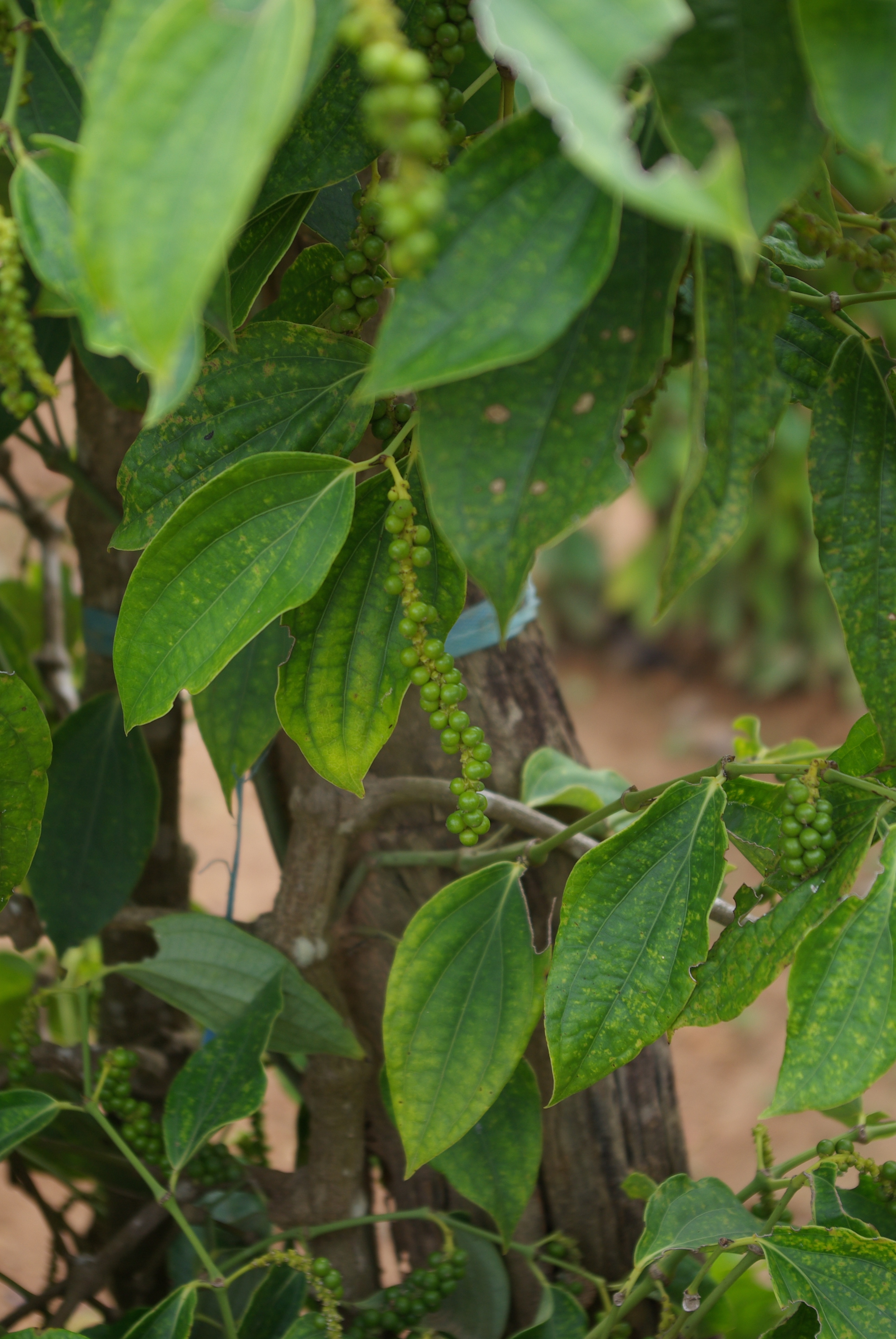

Кампотський перець (кхмер. ម្រេចកំពត, фр. Poivre de Kampot) — сорт перцю, що вирощується та виробляється в провінції Кампот і провінції Каеп Камбоджа. З 2010 року це сертифікований продукт з географічним найменуванням (GI).
Є два різновиди, Камчай і Лампонг (або Белантоунг), відомі в місцевому масштабі відповідно як «маленьке листя» та «велике листя». Назва походить від області, де він вирощується, провінції Кампот, яка раніше включала пізніше відокремлену провінцію Каеп.

## Історія
Процес вирощування цього виду перцю вперше був описаний в XIII столітті, в Ангкорську епоху, коли китайський дипломат Чжоу Дагуань відвідав цей район.
Сучасне інтенсивне виробництво було розпочато за французького колоніального правління в 1870-х роках. На початку XX століття у Камбоджі щорічно збирали близько 8000 тонн Кампотського перцю. У період Громадянської війна в Камбоджі виробництво сильно постраждало. Виробництво кампотського перцю повільно набирало обертів у 2000-х роках, коли попередні фермери поступово поверталися на свої землі.
У 2020 році загальний обсяг виробництва Кампотського перцю становив близько 80 000 тонн.

## Виробництво
Кампотський перець органічно вирощується, виробляється та продається в зелених, чорних, білих та червоних сортах, всі з однієї рослини. У провінції Кампот є сприятливі умови для вирощування цього перцю.
Умови вирощування є лише одним із кількох важливих елементів для виробництва Кампотського перцю. Знання про вирощування та виробництво перцю передавалися з покоління в покоління, принаймні з XIII століття. Умови зберігання також мають важливе значення.
Плантації інспектуються Асоціацією виробників Кампотського перцю (KPPA) та незалежним органом із сертифікації Eco-Cert. Тільки акредитовані члени KPPA мають право продавати перець з використанням найменування місця походження «Кампотський перець».